# بوریتوو
بوریتوو (به چکی: Bořitov) یک منطقهٔ مسکونی در جمهوری چک است که در ناحیه بلانسکو واقع شده‌است. بوریتوو ۹٫۹۲ کیلومتر مربع مساحت و ۱٬۳۰۱ نفر جمعیت دارد و ۳۰۵ متر بالاتر از سطح دریا واقع شده‌است.